# Ausdehnungsgefäß

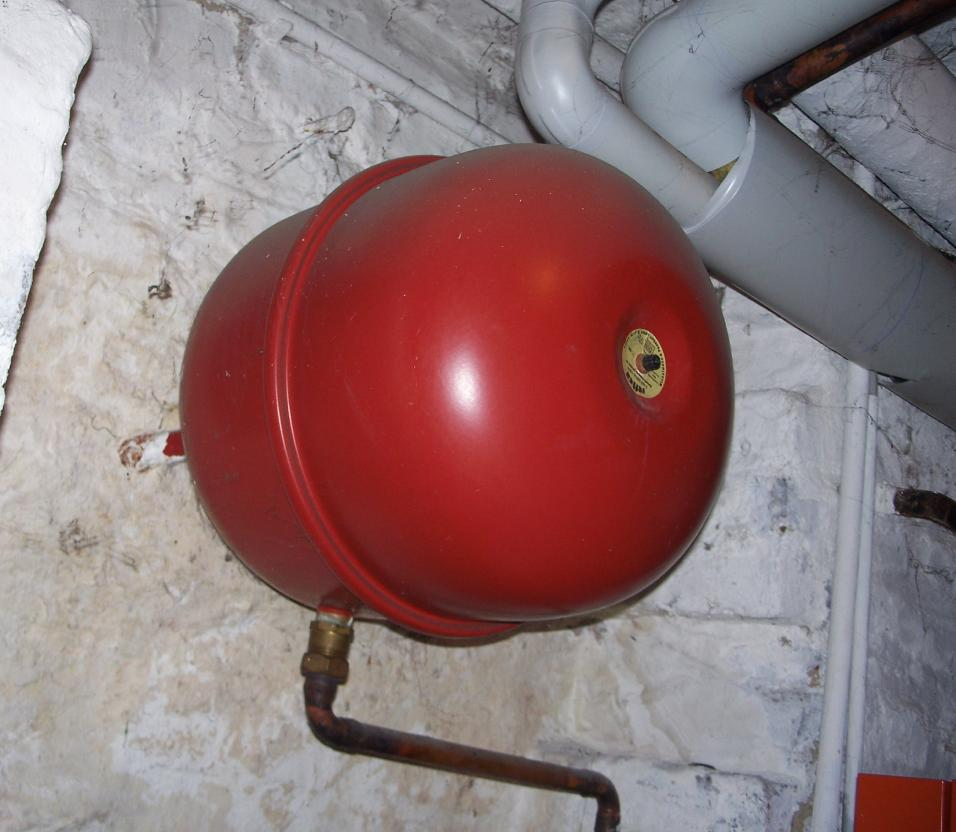
Ausdehnungsgefäß einer Warmwasserheizung

Ausdehnungsgefäße (Abkürzung ADG), auch Expansionsgefäß oder Druckausgleichsbehälter, sind Bauteile in hydraulischen Systemen, welche die Volumenänderungen der Hydraulikflüssigkeit zwischen minimaler und maximaler Temperatur aufnehmen und so den Druck weitgehend konstant halten (Druckhaltung).
Häufigste Einsatzbereiche von Ausdehnungsgefäßen sind Heizungsanlagen, Brauchwasser-, Solar- (mit Wasser-Glykol-Gemisch) und Hydrauliköl-Kreisläufe.
Ohne Ausdehnungsgefäß würde bei jeder Aufheizung eines Warmwasserspeichers Wasser über das Sicherheitsventil verloren gehen; in Heizungsanlagen würde Wasser verloren gehen und bei der darauffolgenden Abkühlung der Anlage Luft eingesaugt.
Ausdehnungsgefäße werden oft als Membranausdehnungsgefäß (Abkürzung MAG) ausgeführt. Technisch analog arbeiten Membranspeicher, deren Einsatzzweck jedoch die Speicherung von Energie und die Dämpfung von Druckstößen ist. Membranspeicher für Hydraulikanwendungen heißen auch Blasenspeicher.

## Zweck
Das Volumen von Flüssigkeiten nimmt bei Temperaturerhöhung zu und bei Temperaturabsenkung ab, soweit die Dichteanomalie von Wasser bei 4 °C außer Acht gelassen wird. Dies kann aufgrund der geringen Dehnungskapazitäten der Rohrmaterialien schon bei geringer Temperaturerhöhung zu einer sehr starken Druckerhöhung führen. Ohne Zusatzmaßnahmen wie z. B. Ausgleichsgefäße kann diese Druckerhöhung zur Zerstörung von Rohrleitungen und Druckbehältern führen.
Die Volumenänderung {\displaystyle \Delta V} einer Flüssigkeit je Kelvin Temperaturänderung {\displaystyle \Delta T} wird beschrieben durch den medienabhängigen kubischen Ausdehnungskoeffizienten {\displaystyle \gamma }:
{\displaystyle \gamma ={\frac {\Delta V}{\Delta T}}.}
Faustformel: 1 Liter Ausdehnungsvolumen pro kW Anlagenleistung.
Ist das Ausdehnungsgefäß falsch ausgelegt oder defekt, kann der Druckunterschied den Wirkungsgrad der Heizanlage erheblich beeinflussen, selbst wenn diese noch funktioniert: ein Effizienzverlust von bis zu 10 % ist hier durchaus möglich.

## Ausführungen

### Geschlossen
Druckhaltung über vorgespanntes Gaspolster.

#### Membranausdehnungsgefäß

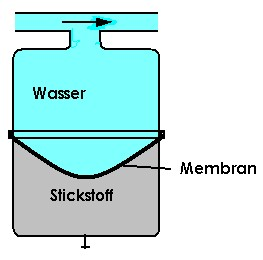
Membranausdehnungsgefäß

Membranausdehnungsgefäße sind mit einer flexiblen Gummimembran ausgerüstet, die Flüssigkeit und Gaspolster trennt, und vermeiden so weitestgehend den Gasübergang in die Flüssigkeit. Eine sonst regelmäßig notwendig werdende Anlagenwartung entfällt, weswegen in modernen Heizungs- und Sonnenkollektoranlagen ausschließlich diese Bauart verwendet wird.
Bei Erwärmung dehnt sich die nahezu inkompressible Flüssigkeit aus und verdichtet das Gaspolster auf der anderen Membranseite. Aufgrund der flexiblen Membran besteht ein Druckausgleich zwischen Flüssigkeit und Gaspolster, soweit der Anlagendruck bei der niedrigsten Temperatur über dem Vorspanndruck der Membran liegt. Das Gaspolster kann als ideales Gas betrachtet werden. Die relative Druckänderung im System bei Temperaturänderung ist dann proportional zur relativen Volumenänderung der Flüssigkeit (Formel für hydraulische Kapazität s. o.).
Als Gas wird üblicherweise Stickstoff verwendet, da Luftsauerstoff zur Alterung/Versprödung der Gummimembran beitragen würde. Das Wasser liegt über dem Luftpolster, so dass nachdrückendes heißes Wasser nicht sofort mit der Membran in Berührung kommt, was ebenfalls zu deren Haltbarkeit beiträgt.
Bei der Dimensionierung eines Membranausdehnungsgefäßes müssen berücksichtigt werden:
- Flüssigkeitsvolumen
- geringste und höchste Temperatur des Wärmeträgers
- kubischer Ausdehnungskoeffizient der Flüssigkeit
- der höchste zulässige Anlagendruck.

Das Ausdehnungsgefäß muss vom Volumen her so dimensioniert sein, dass der Druck bei der höchsten Temperatur in der Anlage nicht unzulässig über- und bei der niedrigsten Temperatur in der Anlage nicht unzulässig unterschritten wird. Bei Verwendung anderer Flüssigkeiten als Wasser (z. B. Gemisch aus Ethylenglykol und Wasser) ist zu beachten, dass der Ausdehnungskoeffizient deutlich über dem von Wasser liegt und das Volumen des Ausdehnungsgefäßes entsprechend größer sein muss.
Grundsätzlich sind vier Zustände von Membranausdehnungsgefäßen zu unterscheiden:
Wasserseitig drucklos
Der Stickstoff hat die Membran vollständig an die Behälterwand gedrückt. Der Druck kann kontrolliert und eingestellt werden gemäß den Herstellerangaben und der Berechnung.
Wasserseitig druckbelastet im kalten Anlagenzustand
Der Stickstoff und das Wasser halten sich die „Waage“, das Wasser hat die Membran von der Behälterwand gelöst.
Wasserseitig druckbelastet im warmen Anlagenzustand
Der Stickstoff ist komprimiert durch die Volumenänderung des Heizungswassers.
Wasserseitig druckbelastet ohne Stickstoffpolster
Der Stickstoff ist entwichen und das ADG kann seine Aufgabe nicht erfüllen.

#### Geschlossen ohne Membrane
Bei geschlossenen Ausdehnungsbehältern ohne Membran ist die Hydraulikflüssigkeit im Behälter direkt mit druckbeaufschlagtem Stickstoff überlagert (direkter Kontakt von Flüssigkeit und Gas). Sie sind üblicherweise mit einer Stickstoff-Nachspeiseeinrichtung versehen, weshalb sie nur in Sonderfällen verwendet werden.

### Offen

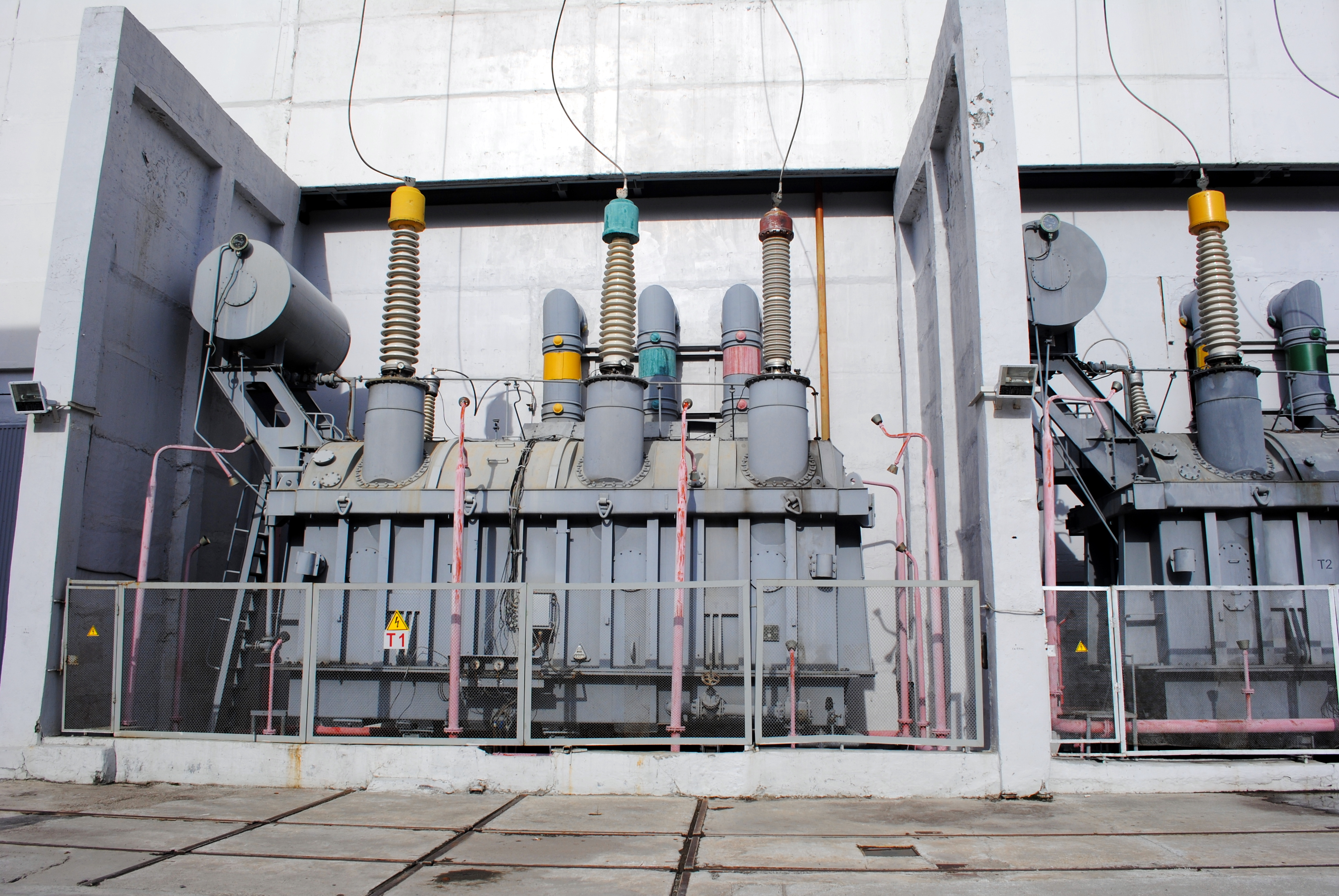
Ausdehnungsbehälter (links oben) an einem Leistungstransformator

Offene Ausdehnungsgefäße werden an der höchsten Stelle des Kreislaufes angebracht (Druckhaltung über Fallhöhe) und sind mit dem hydraulischen System unabsperrbar über eine Sicherheitsleitung verbunden. Verwendet wird diese Anordnung u. a. bei Leistungstransformatoren in Umspannwerken und Kraftwerken, die mit Transformatorenöl gefüllt sind.
Bei Heizungssystemen mit offenem Druckausgleichsgefäß kann sich Luftsauerstoff im Wasser lösen und Korrosion verursachen. Deshalb findet man diese Bauform nur noch bei alten Heizungsanlagen.

### Pumpendruckhaltung
Bei Systemen mit sehr großen Flüssigkeitsvolumina wird die Pumpendruckhaltung eingesetzt: bei Druckabfall fördert eine Diktierpumpe Wasser in das System, bei einer Druckerhöhung wird Wasser über Überströmventile oder druckabhängig angesteuerte Magnetventile in einen drucklosen Auffangbehälter geleitet. Dieser hat in der Regel eine Gummimembran, um die Diffusion von Luftsauerstoff in die Flüssigkeit zu verhindern.

## Besondere Anforderungen
- Das ADG gehört zur sicherheitstechnischen Ausrüstung von Warmwasserheizungen und muss gemäß DIN EN 12828 jährlich gewartet werden.
- Geschlossene hydraulische Kreise mit Ausdehnungsbehälter müssen mit einem Sicherheitsventil ausgerüstet werden, da bei einer Beschädigung der Membran und Gasverlust ein Überdruck im System auftreten kann.
- Die Betriebstemperatur der Membran ist je nach MAG-Typ beschränkt (Trinkwasser & Heizung meist ca. 90 °C, Solar ca. 130 °C oder höher). Sofern die Betriebstemperatur der Anlage höher ist, muss vor dem Membranausdehnungsgefäß ein Vorschaltgefäß installiert werden. In diesem schichtet sich die Temperatur und es erfolgt eine Abkühlung.
- Ein Membranausdehnungsgefäß im Trinkwassernetz muss einen Zwangsdurchlauf haben, um Legionellenbildung zu vermeiden.